# Tommyland: The Ride
| Recensione | Giudizio |
| ---------- | -------- |
| AllMusic   |          |

Tommyland: The Ride è il secondo album in studio da solista del batterista statunitense Tommy Lee, pubblicato nel 2005.

## Tracce
1. Good Times (sigla di Tommy Lee Goes to College) – 3:06
2. Hello, Again – 4:04
3. Tryin to Be Me – 3:33
4. Sister Mary – 3:27
5. The Butler – 0:37
6. Tired – 3:25
7. I Need You – 3:09
8. Make Believe – 3:04
9. Makin Me Crazy – 3:49
10. Watch You Lose – 2:39
11. Say Goodbye – 3:36
12. Hello, Again (versione acustica, bonus track) – 4:02

## Formazione
- Tommy Lee - batteria, produzione, voce, cori
- Scott Humphrey - chitarra, tastiere, missaggio, produzione
- Andrew McMahon - pianoforte, voce
- Phil X - chitarra solista, cori
- Deryck Whibley - chitarra
- Dave Navarro - chitarra solista
- Nick Lashley - chitarra
- Carl Bell - chitarra solista
- Bobby "Raw" Anderson - chitarra
- Chad Kroeger - chitarra
- Tim Dawson - chitarra
- Chris Chaney - basso
- Patrick Warren - tastiere
- Carla Kihlstedt - violino
- Matt Sorum - cori
- Joel Madden - voce (in Tired)
- Butch Walker - voce, chitarra, basso
- Will Campagna - chitarra
- Tommy Mac - basso
- Chris Crippin - batteria
- Randy Staub - missaggio
- Tom Baker - masterizzazione
- Chris Baseford - ingegneria del suono

## Classifiche
Album
| Classifica             | Posizione |
| ---------------------- | --------- |
| Billboard 200          | 62        |
| Top Independent Albums | 7         |

Singoli
| Singolo    | Classifica        | Posizione |
| ---------- | ----------------- | --------- |
| Good Times | Adult Top 40      | 30        |
| Good Times | Hot Digital Songs | 52        |
| Good Times | Pop 100           | 54        |
| Good Times | Billboard Hot 100 | 95        |